# Вільгельма (Палестина)
32°01′24″ пн. ш. 34°54′49″ сх. д. / 32.0233° пн. ш. 34.9135° сх. д.
Вільгельма (івр. וילהלמה; спочатку Вільгельма-Гамідіє (нім. Hamîdije Wilhelma)) — німецька колонія темплерів у Палестині, розташована на південний захід від поселення аль-Аббасія поблизу Яффо.
Вільгельма-Гамідіє отримала назву на честь короля Вільгельма II Вюртемберзького, імператора Вільгельма II і султана Абдул-Гаміда II, однак усталеною стала назва лише з першою половиною імені. Вільгельму заснували німецькі поселенці в 1902 році в Палестині, яка тоді була під владою Османської імперії.
У липні 1918 року німецькі жителі Вільгельми були інтерновані до міста Хелуан, поблизу Каїру в Єгипті У січні 1921 року їх повернули до Палестини.
У міжвоєнні роки колонія виробляла молочні продукти та вино, співпрацюючи з іншою німецькою колонією в Сароні.
На момент перепису населення Палестини 1922 року у Вільгельмі проживали 186 християн, 36 мусульман і 1 єврей. За переписом 1931 року в 65 будинках проживало 319 мешканців, населення становило 231 християн, 84 мусульмани та 4 євреї.
На час Другої світової війни влада Підмандатної Палестини перетворила Вільгельму на табір для інтернованих, тут утримувалися німецькі поселенці з Вільгельми та інших колоній, таких як Сарона, а також інші ворожі іноземці для Британії (такі як угорці та італійці). Під час Другої світової війни в таборі під охороною єврейської поліції діяла комендантська година. Ув'язнених тримали там до квітня 1948 року, доки не перемістили всіх до Німеччини чи Австралії.

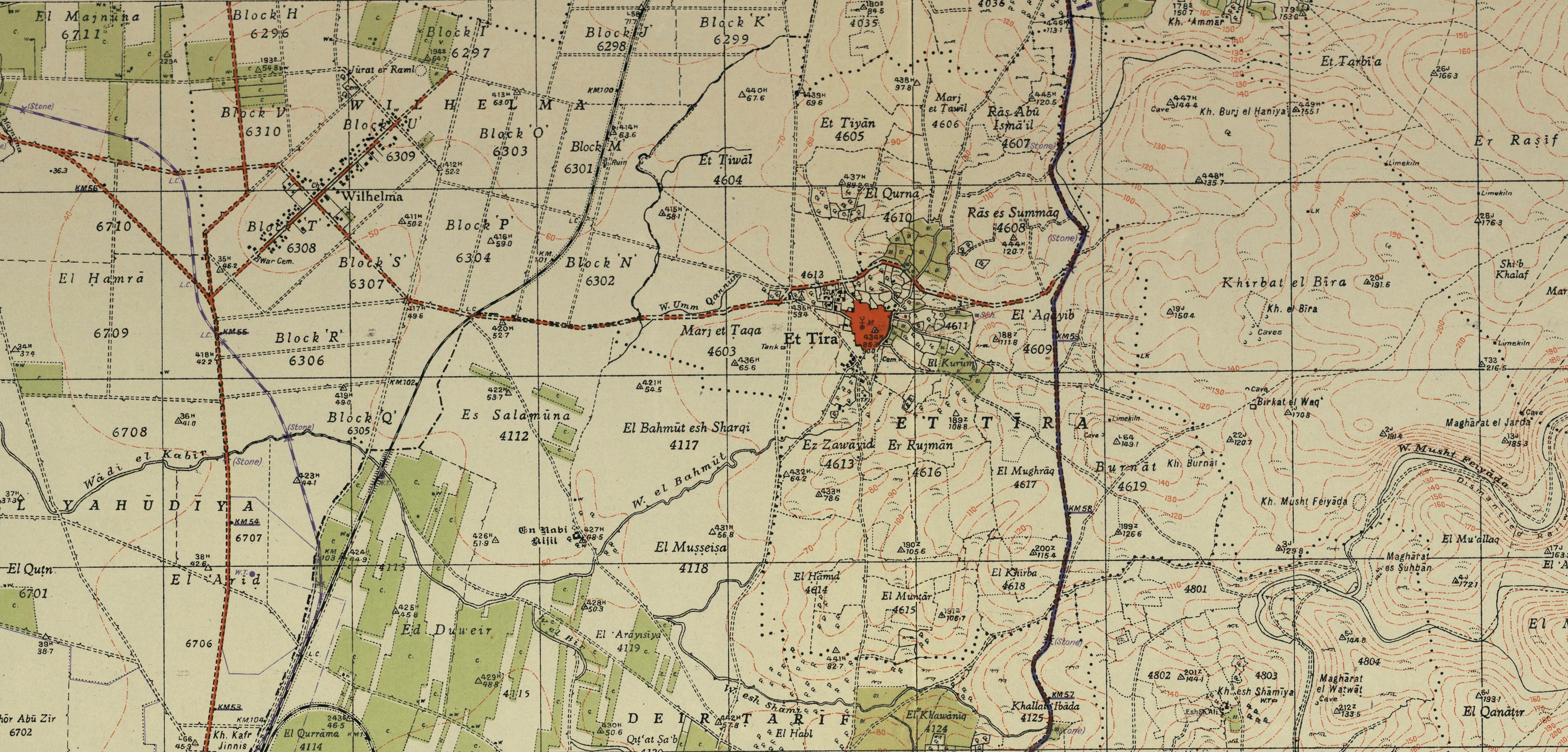
Вільгельма, 1942 (1:20 000)
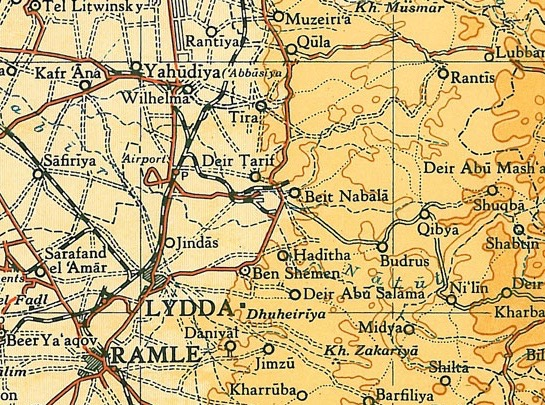
Вільгельма, 1945 (1:250 000)
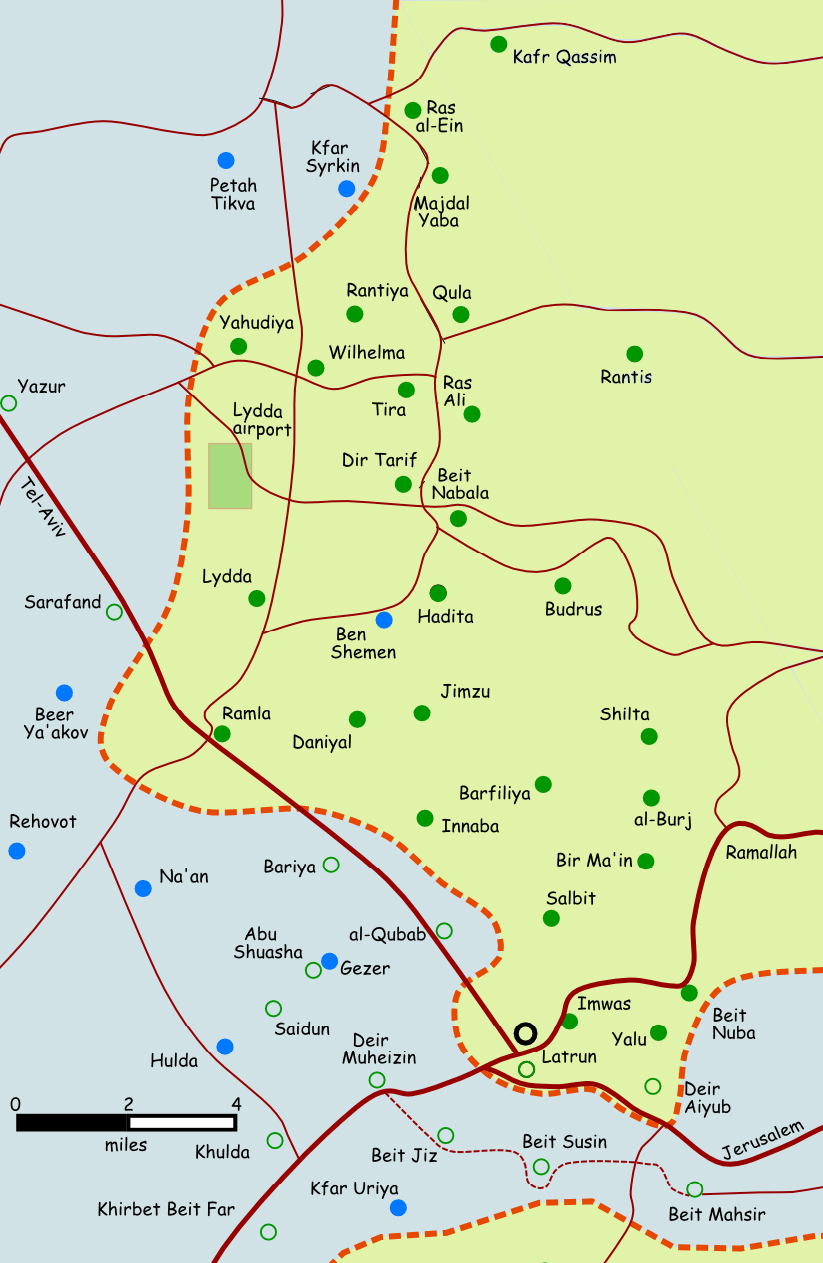
Знелюднені села в районі Рамле

1948 році на цій ділянці створили три єврейські поселення (мошави). 15 травня 1948 року один із них захопив Арабський легіон, і євреї його покинули. Другий заснувала група «Га-Поель Га-Мізрахі». Третій заснувала група Техія з руху «Га-Поель Га-Мізрахі».
На місці Вільгельми зараз є мошав Бней Атарот.
Теперішній ізраїльський міжнародний аеропорт імені Бен-Гуріона спочатку називався «Аеропорт Лідда», його звели 1934 року поблизу поселення темплерів. 1943 року його перейменували на RAF Station Lydda. Під час Другої світової війни це був основний аеродром для військового повітряного транспорту та авіаційної переправи між військовими базами в Європі, Африці, на Близькому Сході (в основному в Іраці та Персії) та в Південній/Південно-Східній Азії.

## Будинки темплерів

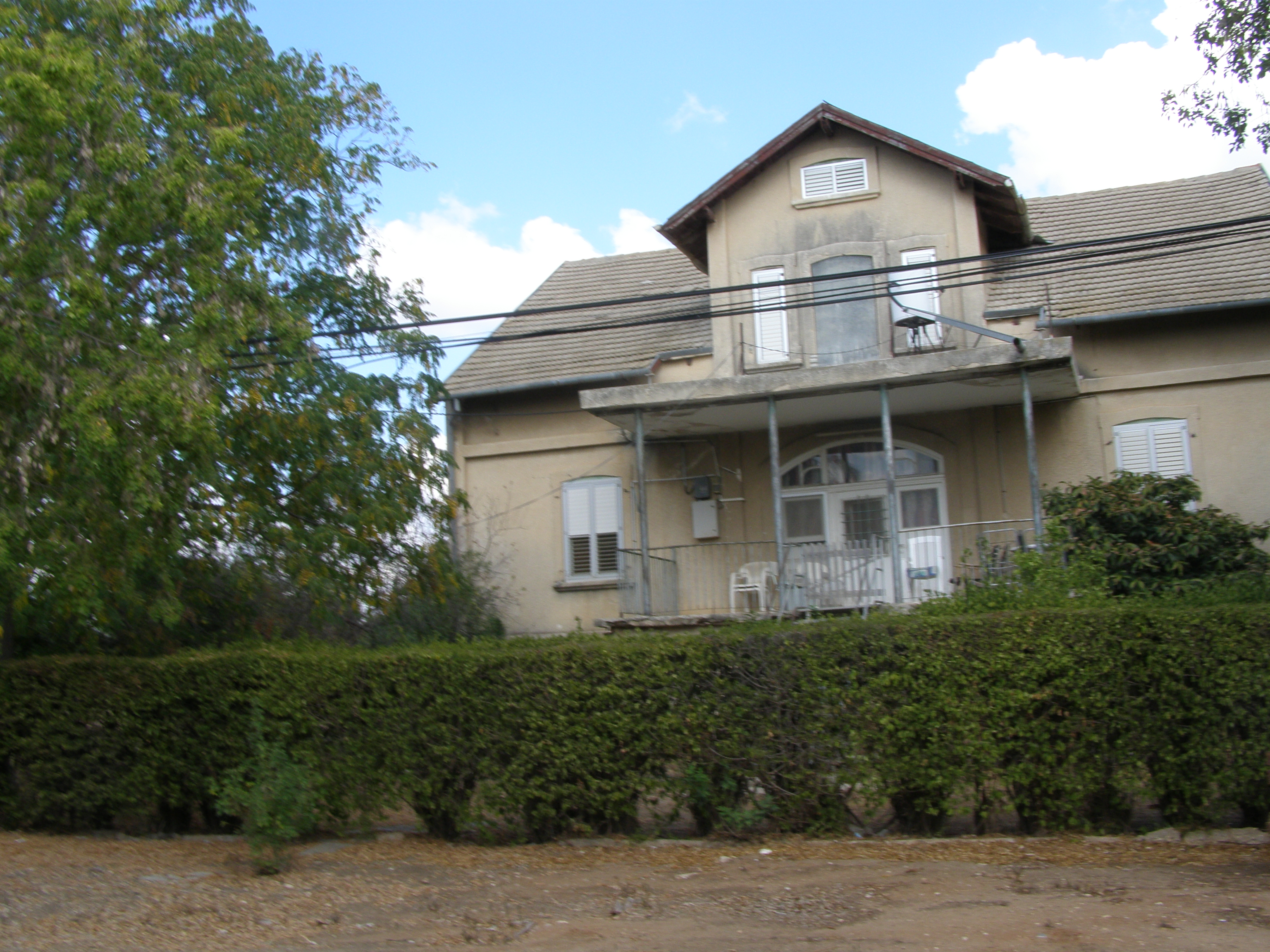
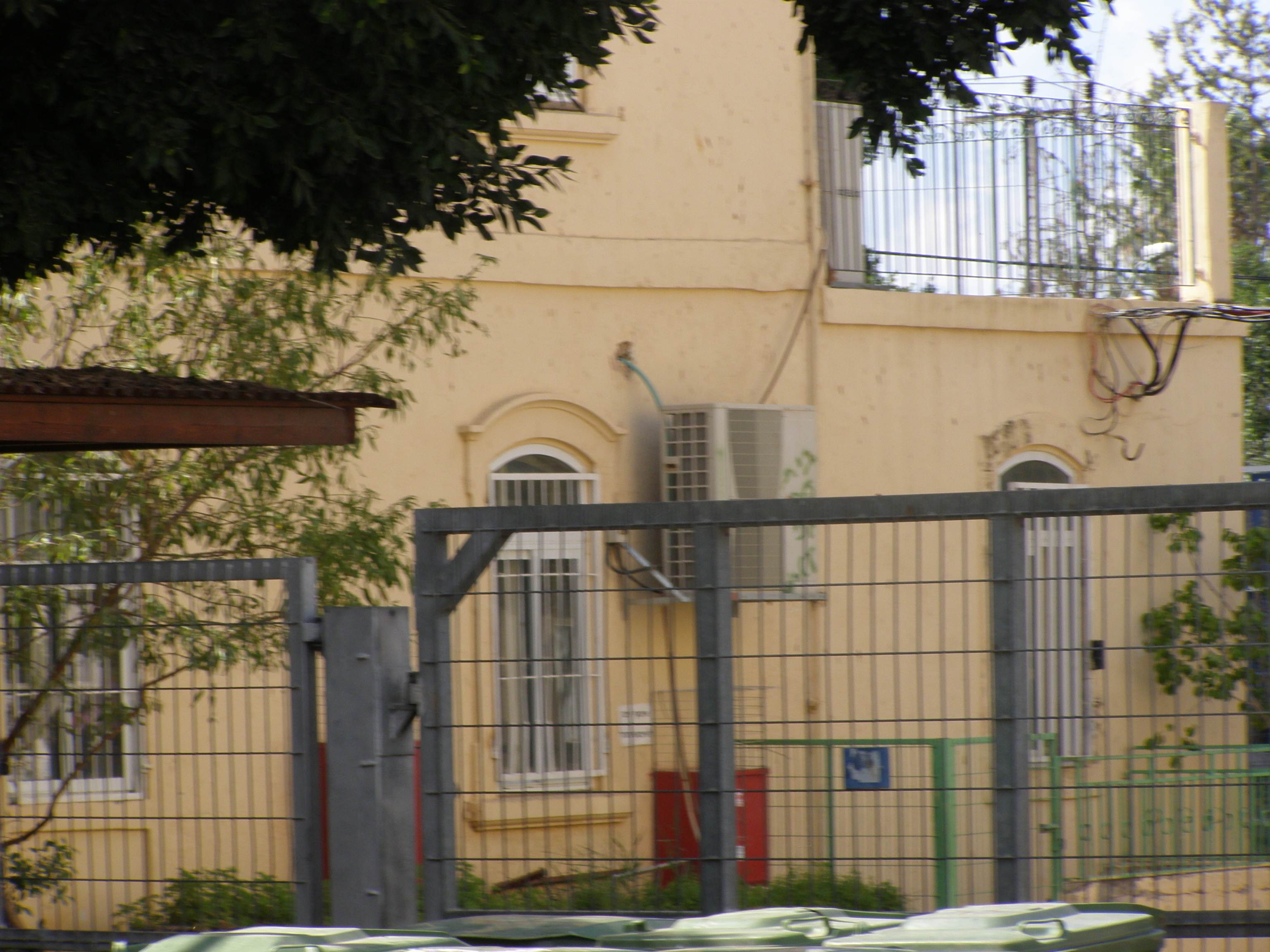
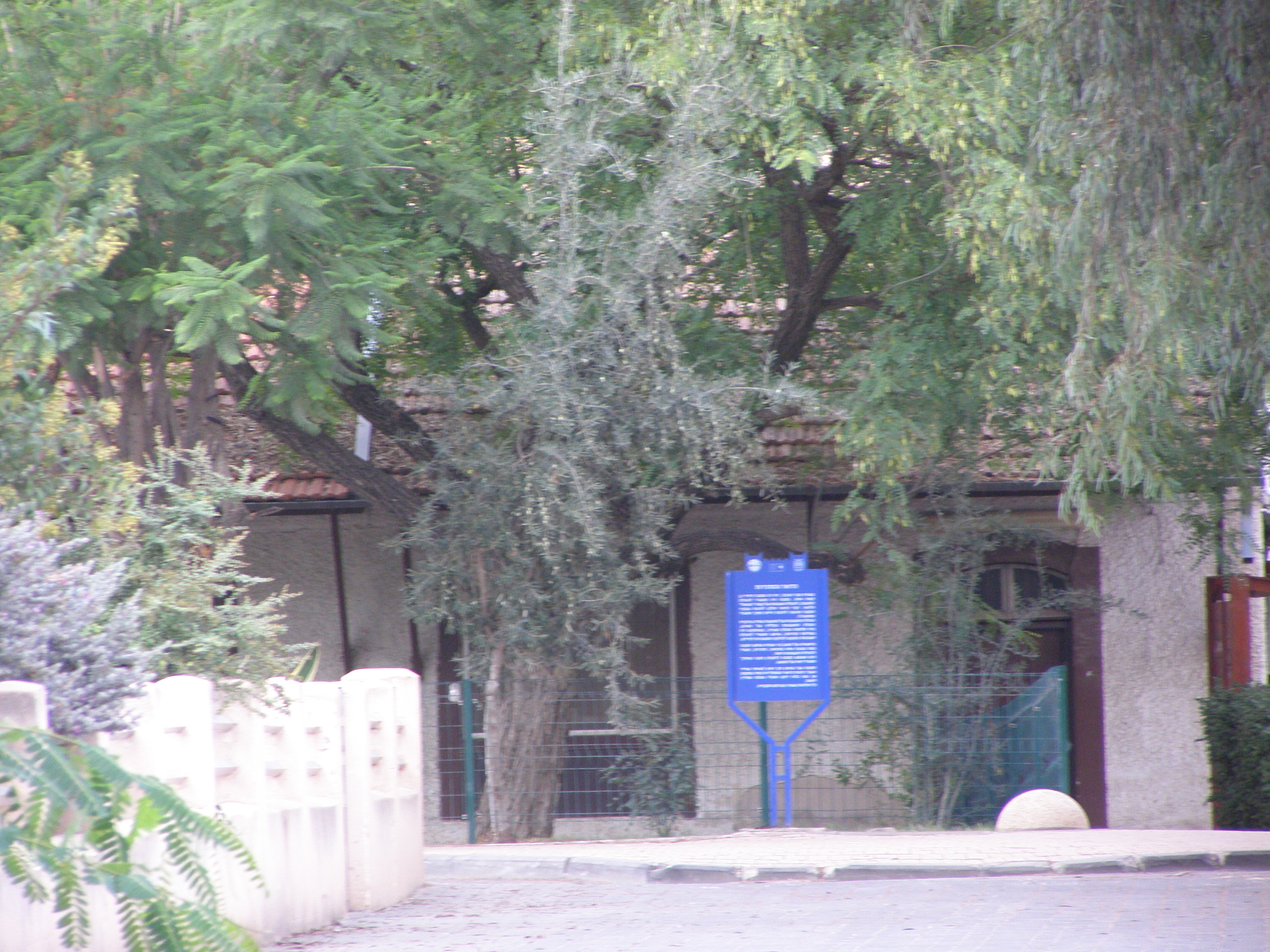
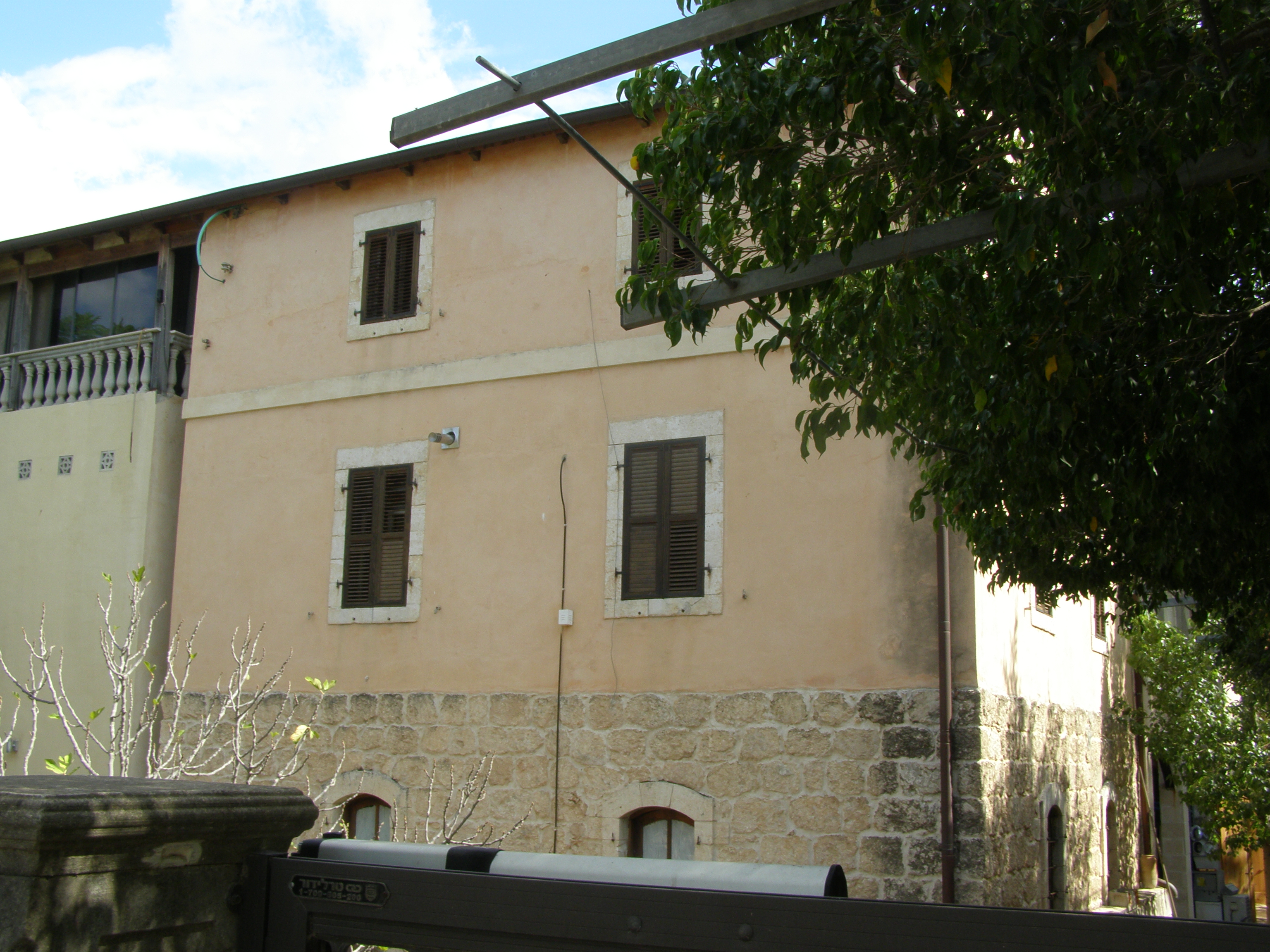
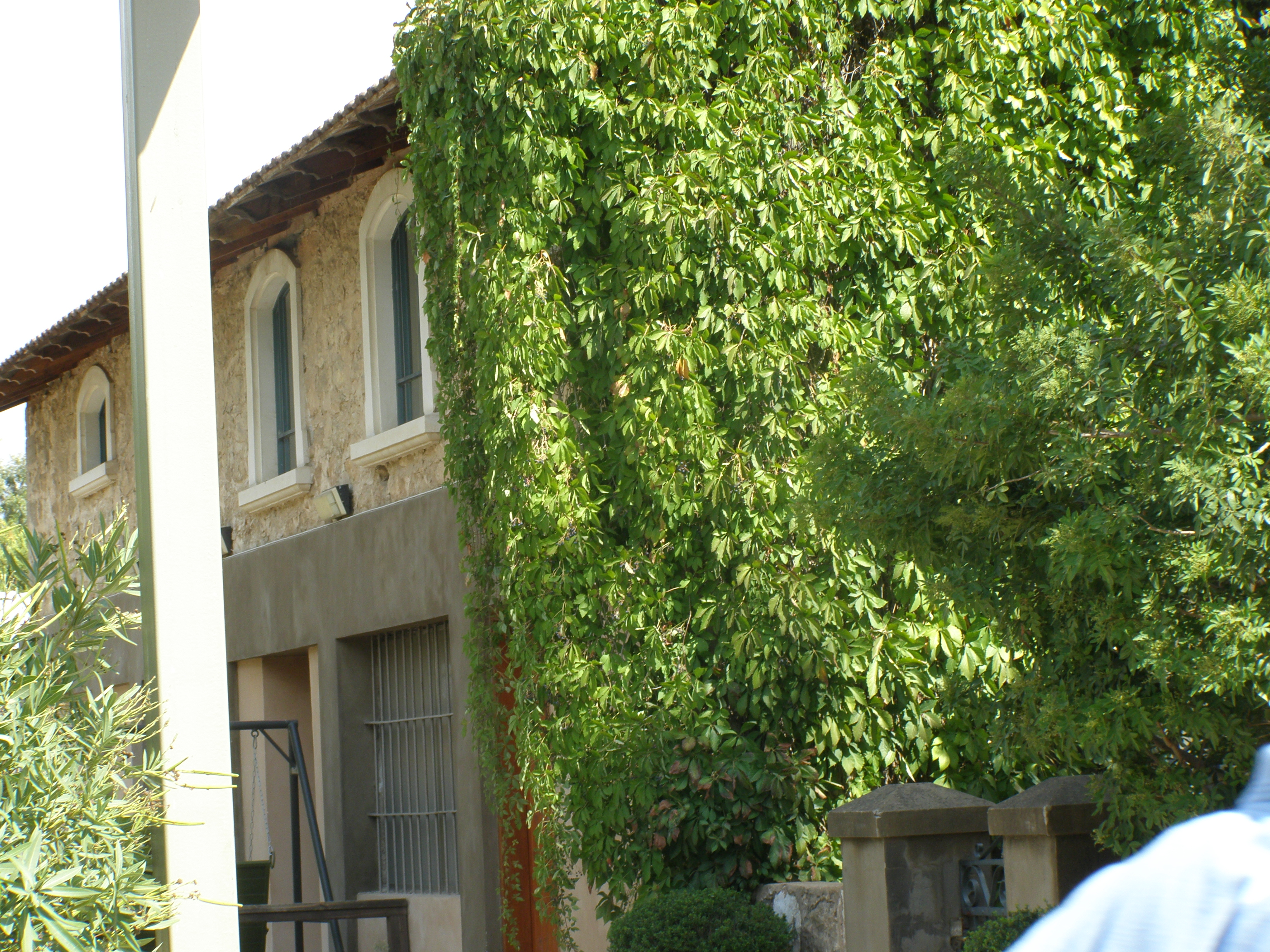
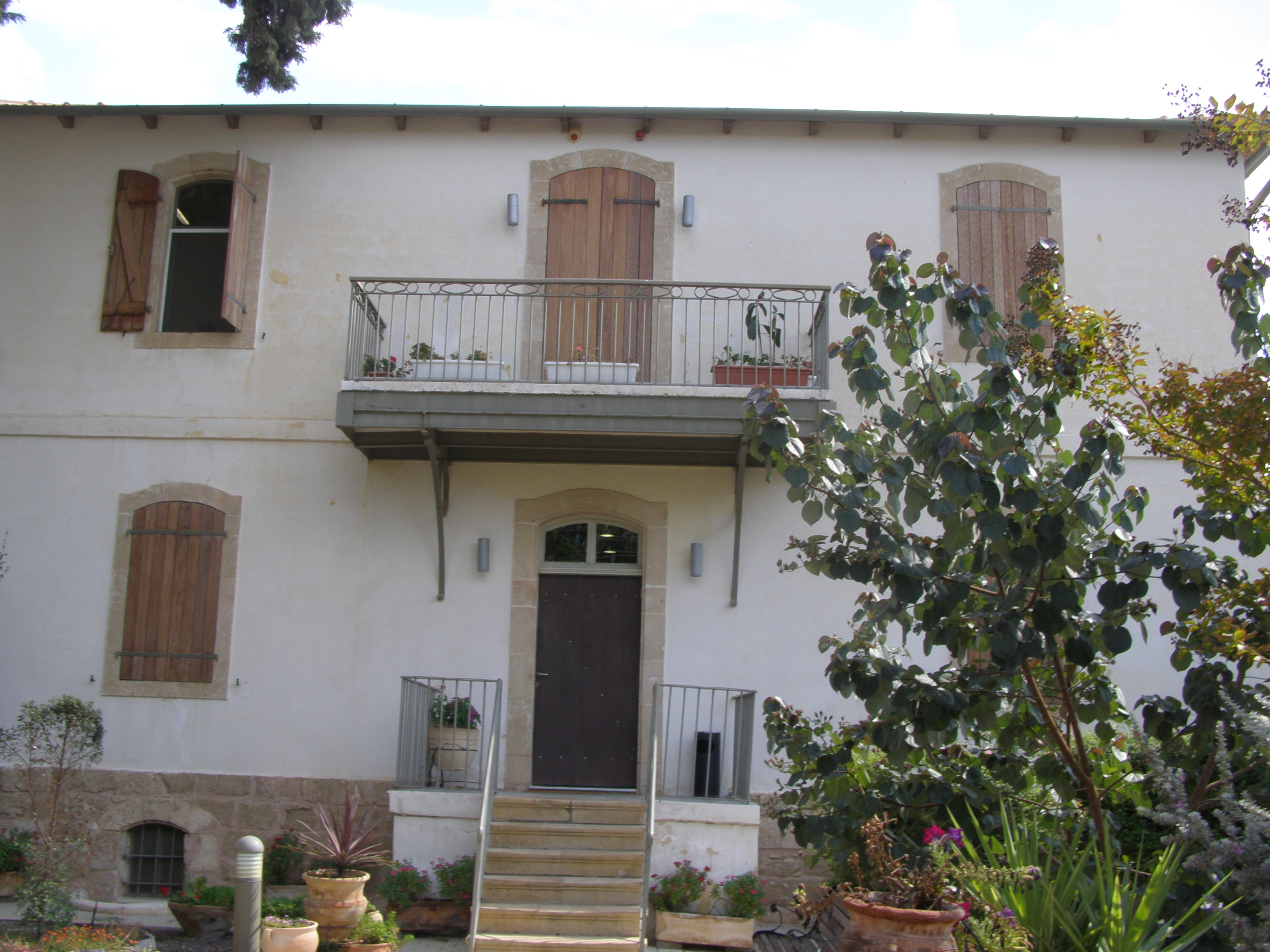
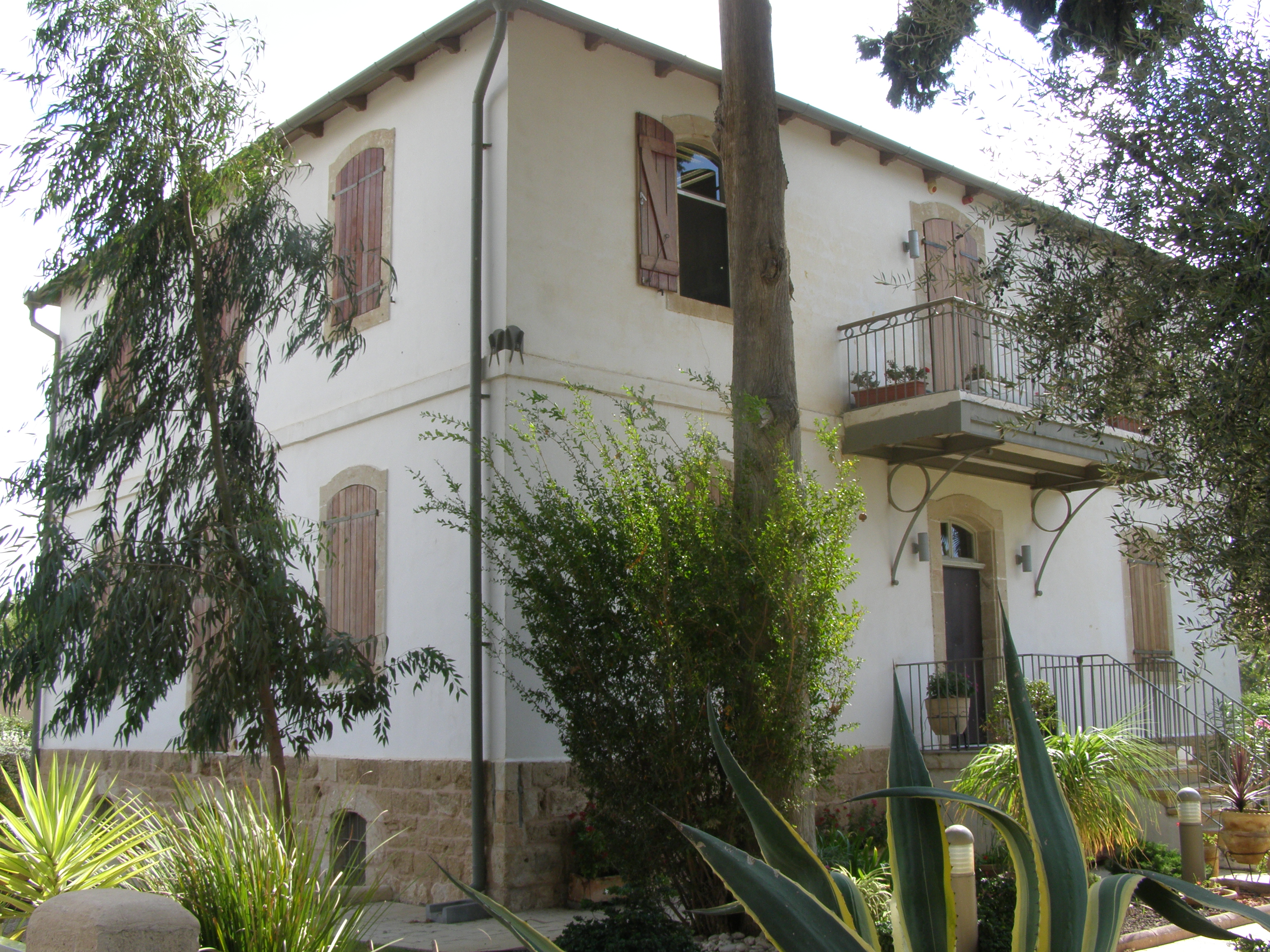

## Виноски
1. ↑  Alex Carmel (אלכס כרמל), Die Siedlungen der württembergischen Templer in Palästina (1868—1918) (11973), [התיישבות הגרמנים בארץ ישראל בשלהי השלטון הטורקי: בעיותיה המדיניות, המקומיות והבינלאומיות, ירושלים :חמו"ל, תש"ל; German], Stuttgart: Kohlhammer Verlag, 32000, (Veröffentlichungen der Kommission für geschichtliche Landeskunde in Baden-Württemberg: Reihe B, Forschungen; vol. 77), p. 72. ISBN 3-17-016788-X.
2. ↑  Glenk et al., pp 67–72.
3. ↑  Glenk et al., pp 79–80.
4. ↑  Glenk et al., pp 120—123.
5. ↑  J. B. Barron, ред. (1923). Palestine: Report and General Abstracts of the Census of 1922. Government of Palestine. Table VII.
6. ↑  E. Mills, ред. (1932). Census of Palestine 1931. Population of Villages, Towns and Administrative Areas. Jerusalem: Government of Palestine. с. 16.
7. ↑  Frank Foerster, Mission im Heiligen Land: Der Jerusalems-Verein zu Berlin 1852—1945, Gütersloh: Gütersloher Verlags-Haus Mohn, 1991, (Missionswissenschaftliche Forschungen; [N.S.], 25), pp. 134 and 136. ISBN 3-579-00245-7
8. 1 2 3  Glenk et al., 2005, pp. 218—222.
9. ↑  Jewish National Fund (1949). Jewish Villages in Israel. Jerusalem: Hamadpis Liphshitz Press. с. 172.
10. ↑  The nine lives of the Café Lorenz [Архівовано 6 червня 2008 у Wayback Machine.] Haaretz, 20 January 2008
11. ↑  Chapter 1 – from Flying Camels to Flying Stars: Israel Reborn (1917-1948) | Israel Airline Museum. Архів оригіналу за 22 листопада 2021. Процитовано 20 січня 2022.